# Keuze

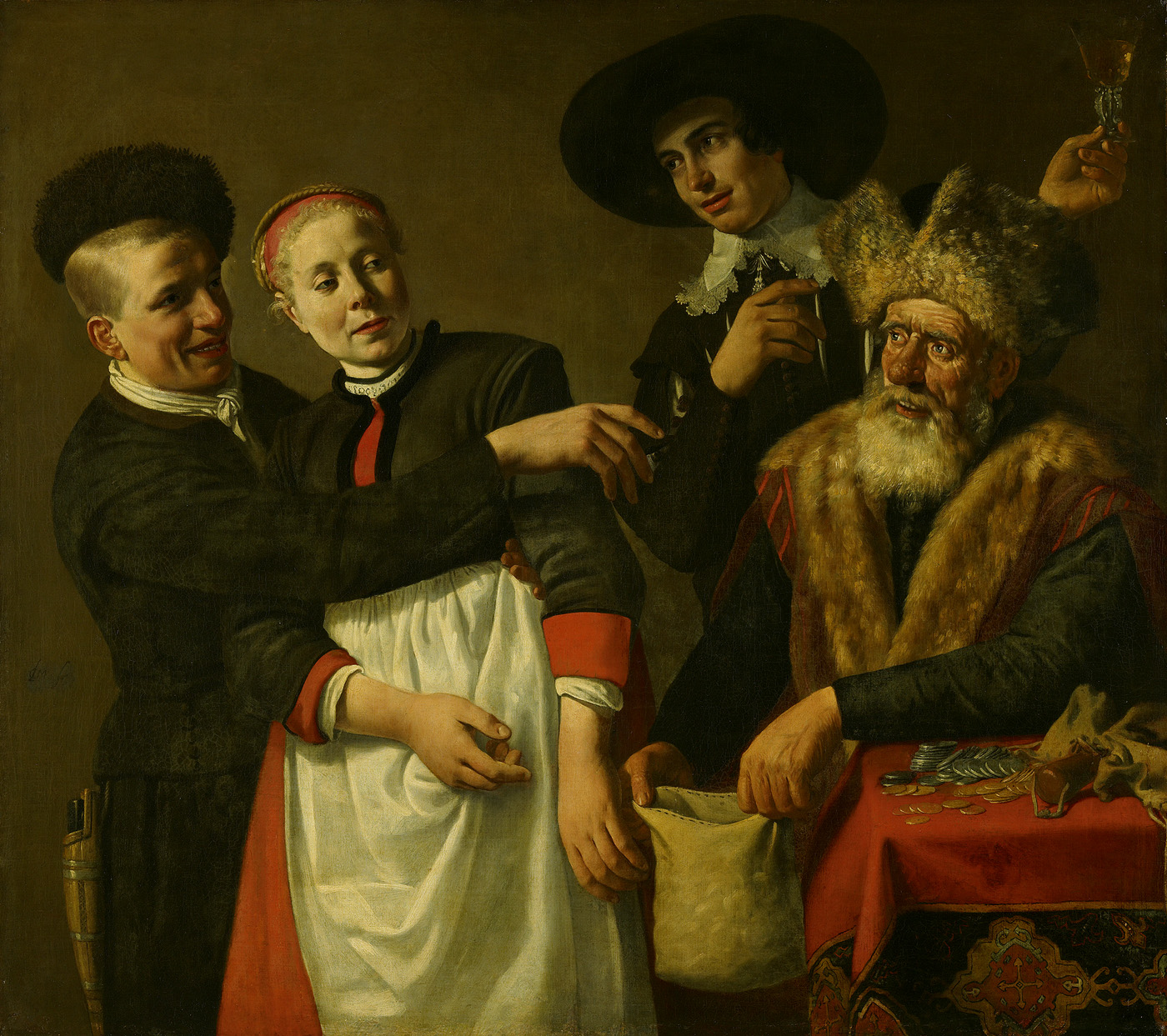
Nicolaes Moeyaert, Mooy-Aal en haar aanbidders-De keuze tussen jong en oud (Amsterdam Museum)

Een keuze is het resultaat van een cognitief proces, waarbij de merites van meerdere keuzemogelijkheden tegen elkaar worden afgewogen. Een keuze resulteert in de selectie van een van de meerdere keuzemogelijkheden. Tijdens het selectieproces kunnen zich ook nieuwe keuzemogelijkheden aandienen.
Een keuzemogelijkheid is vaak een reële optie, die gevolgd kan worden door een bijbehorende actie. Een keuze voor een reisroute wordt bijvoorbeeld gemaakt op basis van de voorkeur om een bepaalde bestemming zo snel mogelijk te bereiken. In dat geval kan de te kiezen route worden afgeleid uit informatie over hoelang elk van de mogelijke routes in beslag neemt. Dit kan bijvoorbeeld door de mens worden uitbesteed aan een routeplanner. Als de voorkeuren complexer zijn, wanneer bijvoorbeeld ook het landschapsschoon een rol speelt in de te kiezen route, raken cognitie en gevoel meer met elkaar verweven en zal het minder gemakkelijk zijn om de te maken keuze aan computerprogramma's of menselijke assistenten uit te besteden.